# Giải vô địch toàn cầu Icons Tốc Chiến
Giải vô địch toàn cầu Icons Tốc Chiến (tiếng Anh: Wild Rift Icons Global Championship, viết tắt: Icons) là một giải đấu thể thao của trò chơi điện tử Liên Minh Huyền Thoại: Tốc Chiến được tổ chức hàng năm bởi Riot Games. Mùa đầu tiên (Icons 2022) được tổ chức vào tháng 6 năm 2022 với tổng giải thưởng có trị giá 2.000.000 USD tại Trung tâm Triển lãm và Hội nghị Suntech, Singapore - Nơi trước đó đã tổ chức thành công Horizon Cup. Giải đấu lần đầu tiên được Wild Rift Esports công bố vào ngày 8 tháng 1, khác với Horizon Cup (một giải đấu mang tính sự kiện), Icons là giải vô địch thế giới của bộ môn Liên Minh Huyền Thoại: Tốc Chiến, là nơi tập hợp các đội tuyển mạnh nhất từ khắp các khu vực trên thế giới quy tụ lại để tranh nhau chức vô địch.

## Thể thức giải đấu
Giải vô địch thế giới được chia thành 3 giai đoạn: vòng khởi động, vòng bảng, và vòng loại trực tiếp (tứ kết, bán kết, và chung kết).

### Thể thức bốc thăm
Vòng khởi động:
- 16 đội được bốc thăm ngẫu nhiên chia đều 4 bảng (A, B, C, D), mỗi bảng 4 đội.
  - 4 đội trong nhóm hạt giống số 1, ngẫu nhiên chia đều 4 bảng.
  - 4 đội trong nhóm hạt giống số 2, ngẫu nhiên chia đều 4 bảng.
  - 4 đội trong nhóm hạt giống số 3, ngẫu nhiên chia đều 4 bảng.
  - 4 đội trong nhóm hạt giống số 4, ngẫu nhiên chia đều 4 bảng.
- Các đội của cùng 1 khu vực không thể cùng chung 1 bảng.

Vòng bảng:
- 16 đội được bốc thăm ngẫu nhiên chia đều 4 bảng (A, B, C, D), mỗi bảng 4 đội.
  - 4 đội trong nhóm hạt giống số 1, ngẫu nhiên chia đều 4 bảng.
  - 4 đội trong nhóm hạt giống số 2, ngẫu nhiên chia đều 4 bảng.
  - 4 đội nhất bảng vòng khởi động, ngẫu nhiên chia đều 4 bảng.
  - 4 đội nhì bảng vòng khởi động, ngẫu nhiên chia đều 4 bảng.
- Tối đa 2 đội cùng 1 khu vực có thể cùng chung 1 bảng.
- Các đội cùng chung một bảng tại vòng khởi động không thể cùng chung 1 bảng.

Vòng loại trực tiếp:
- 8 đội vượt qua vòng bảng được xếp vào sơ đồ thi đấu có sẵn.
- Thể thức chia cặp đấu:
  - Ở vòng Tứ kết, thứ tự các cặp đấu như sau:
    - Tứ kết 1: Nhất bảng A vs Nhì bảng D
    - Tứ kết 2: Nhất bảng C vs Nhì bảng B
    - Tứ kết 3: Nhất bảng B vs Nhì bảng C
    - Tứ kết 4: Nhất bảng D vs Nhì bảng A

  - Ở vòng Bán kết, thứ tự các cặp đấu như sau:
    - Bán kết 1: Thắng Tứ kết 1 vs Thắng Tứ kết 2
    - Bán kết 2: Thắng Tứ kết 3 vs Thắng Tứ kết 4

### Thể thức thi đấu
Vòng Khởi Động:
- 16 đội tuyển được chia đều vào 4 bảng đấu, mỗi bảng 4 đội. Thi đấu theo thể thức nhánh thắng nhánh thua & Bo3. 2 đội đầu bảng sẽ trực tiếp tiến vào vòng bảng, 2 đội cuối bảng bị loại (áp dụng cho tất cả các bảng).

Vòng bảng:
- 16 đội (bao gồm 8 đội có mặt sẵn ở Vòng Bảng, và 8 đội đi lên từ Vòng Khởi Động) sẽ được xếp vào 4 bảng. Mỗi bảng đấu sẽ thi đấu theo thể thức nhánh thắng nhánh thua & Bo3. Hai đội tuyển xếp hạng cao nhất mỗi nhóm sẽ đi tiếp vào giai đoạn cuối cùng của giải đấu - vòng loại trực tiếp.

Vòng Loại Trực Tiếp:
- 8 đội tuyển vượt qua vòng bảng sẽ tiếp tục thi đấu tại các giai đoạn của vòng loại trực tiếp, bao gồm tứ kết, bán kết và chung kết. Trong giai đoạn này, giải đấu sẽ được chuyển sang thể thức nhánh đấu loại trực tiếp với tứ kết, bán kết sẽ diễn ra theo thể thức Bo5 và chung kết sẽ diễn ra theo thể thức Bo7. Đội tuyển chiến thắng trận chung kết sẽ trở thành Nhà Vô Địch Thế Giới.[6]

## Tổng quan

### Thành tích
| Năm  | Địa điểm chung kết | Chung kết    | Chung kết | Chung kết | Chung kết | Bán kết         | Bán kết    |
| Năm  | Địa điểm chung kết | Vô địch      | Tỉ số     | Tỉ số     | Á quân    | 3rd-4th         | 3rd-4th    |
| ---- | ------------------ | ------------ | --------- | --------- | --------- | --------------- | ---------- |
| 2022 | Singapore          | Nova Esports | 4         | 0         | J Team    | FunPlus Phoenix | Team Flash |

### Danh hiệu

#### Đội tuyển
| # | Đội             | Vô địch  | Á quân   | 3rd-4th  |
| - | --------------- | -------- | -------- | -------- |
| 1 | Nova Esports    | 1 (2022) |          |          |
| 2 | J Team          |          | 1 (2022) |          |
| 3 | FunPlus Phoenix |          |          | 1 (2022) |
| 3 | Team Flash      |          |          | 1 (2022) |

#### Khu vực
| # | Khu vực          | Vô địch  | Á quân   | 3rd-4th  |
| - | ---------------- | -------- | -------- | -------- |
| 1 | Trung Quốc - WRL | 1 (2022) | 1 (2022) | 1 (2022) |
| 2 | Đông Nam Á - WCS |          |          | 1 (2022) |

#### Cá nhân
Tuyển thủ phải thi đấu ít nhất 1 trận/mỗi giải và nằm trong top 4 ít nhất 3 lần.
| # | Tuyển thủ | Vô địch | Á quân | 3rd–4th |
| - | --------- | ------- | ------ | ------- |
|   | TBD       |         |        |         |
|   | TBD       |         |        |         |
|   | TBD       |         |        |         |
|   | TBD       |         |        |         |

## Lịch sử

### Mùa 1 (2022)
Vào ngày 8 tháng 1, Wild Rift Esports đã công bố giải đấu toàn cầu chính thức đầu tiên của Liên Minh Huyền Thoại: Tốc Chiến, với tên gọi chính thức là Wild Rift Icons Global Championship. Đây là nơi 24 đội tuyển mạnh nhất trên thế giới cạnh tranh nhau chức vô địch của giải vô địch thế giới đầu tiên. Giải vô địch toàn cầu Icons 2022 ban đầu dự kiến được tổ chức tại Châu Âu nhưng do vấn đề visa nên Riot Game đã quyết định chuyển địa điểm tổ chức sang Trung tâm Triển lãm và Hội nghị Suntec ở Singapore, nơi đã tổ chức Horizon Cup vào tháng 11 năm 2021.
Tại trận chung kết diễn ra vào ngày 9 tháng 7, đội tuyển Nova Esports đã xuất sắc đánh bại đội tuyển J Team với tỉ số áp đảo hoàn toàn 4 - 0, qua đó nâng cao chiếc cúp Icons, trở thành nhà vô địch đầu tiên của Giải vô địch toàn cầu Icons Tốc Chiến.

### Icons
- Trang chủ

### Giải đấu khu vực
Trang chủ
- Trung Quốc: Wild Rift League
- SEA/TW/AUS: Wild Rift Champions SEA
- Hàn Quốc: Wild Rift Champions Korea
- Nhật Bản: Wild Rift Japan Cup
- EMEA: Wild Rift EMEA Championship
- Brazil: Wild Tour Brazil
- Mỹ Latinh: Wild Rift Latinoamérica Open
- Bắc Mỹ: Wild Rift North America Series